# 康代 (曼恩-卢瓦尔省)
康代（法語：Candé，法語發音：[kɑ̃de] ⓘ），法国西部城市，卢瓦尔河地区大区曼恩-卢瓦尔省的一个市镇，隶属于瑟格雷区，其市镇面积为4.91平方公里，2022年1月1日时人口数量为2,815人，在法国城市中排名第3,951位。
康代位于曼恩-卢瓦尔省西部，西侧与大西洋卢瓦尔省接壤，历史上长期为安茹的一个边境城市，现代为一个区域性的中心城市，多条公路在此交汇。

## 地名来源
“康代”一名最初于公元1076年以拉丁语“Condatum”的形式被记载于昂热圣尼古拉修道院的一份手记中，该名称可能来源于高卢语单词“Condate”，意为“河流交汇处”，可能与当地的自然地理特征有关。

## 历史

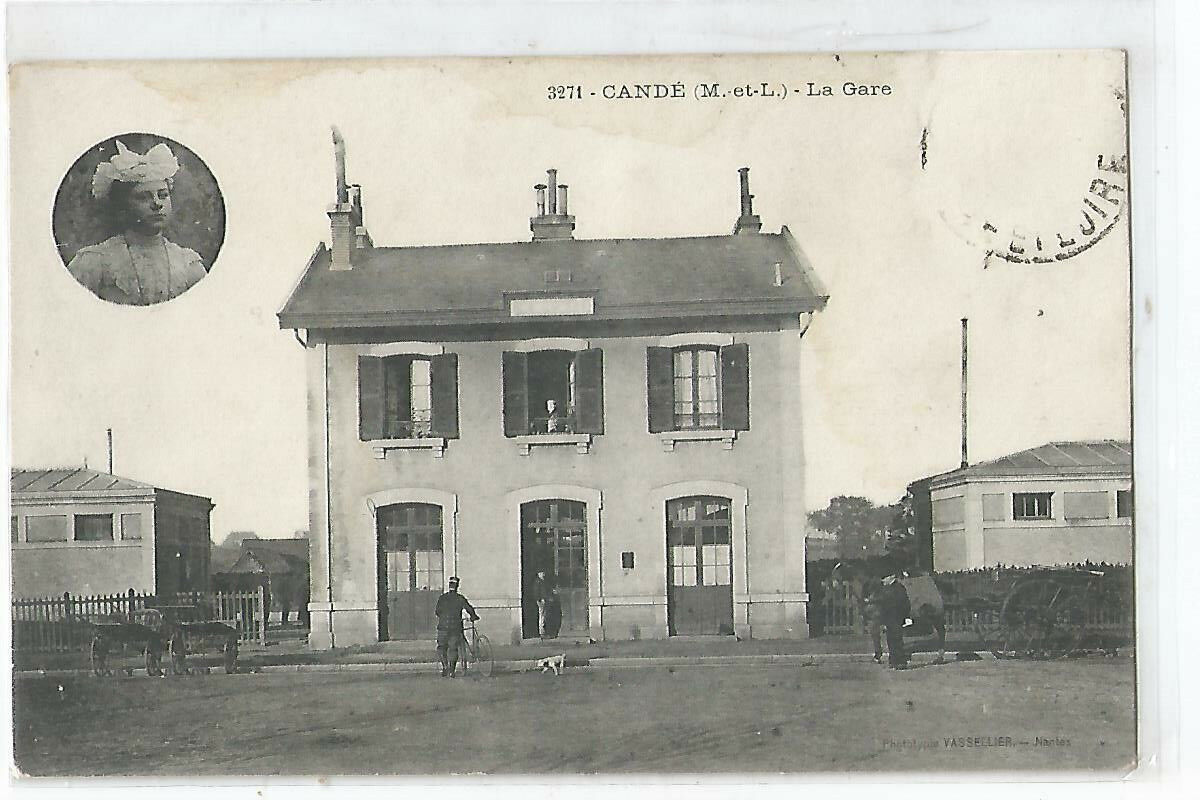
康代火车站旧址

康代在新石器时期就已出现人类活动，但其所处的上安茹地区在中世纪初以前长期为人口稀少的森林地区。公元11世纪时，安茹伯爵在这一地区兴建了多处城堡以防御布列塔尼军队，康代的聚落形成亦与其附近的一座城堡有关，但该建筑的具体信息已无法考证。1410年，迪南的夏尔成为康代首任男爵，其城市四周兴建的城墙。法国大革命后，康代成为曼恩-卢瓦尔省的一个市镇，该区域在旺代战争中见证了共和派和保皇派之间的多次战斗。1884年，途径康代的瑟格雷－南特铁路建成通车。1903年，康代的城市供电系统投入使用。1989年，途径康代的铁路停止服务。

## 地理

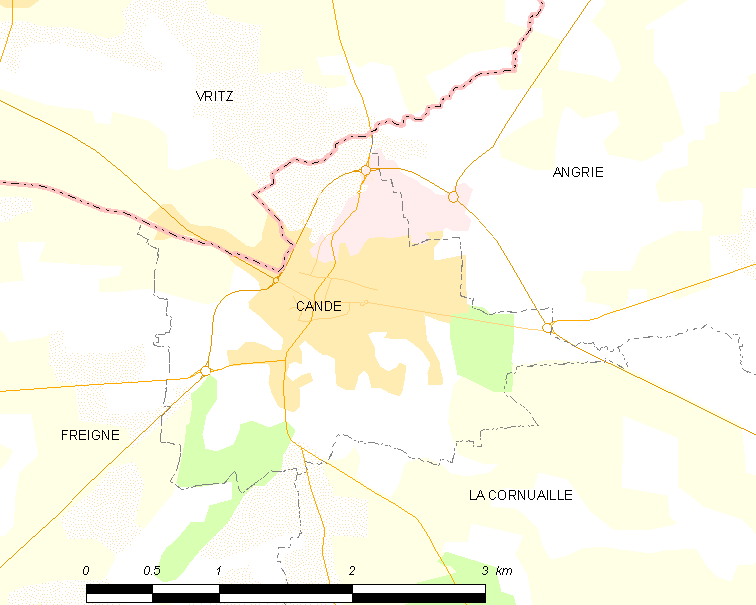
康代市镇范围地图

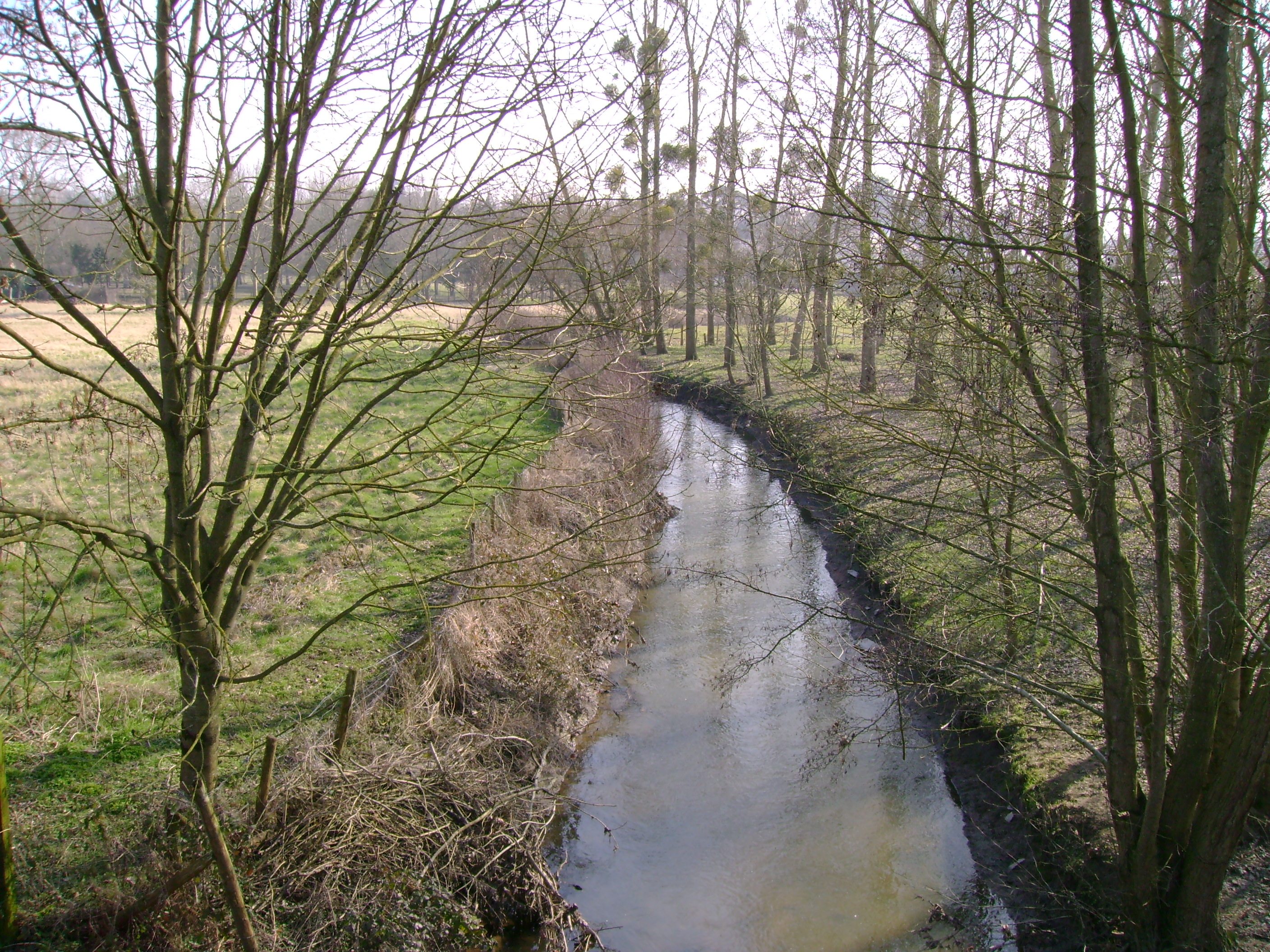
埃德尔河康代段

康代位于法国西部，卢瓦尔河地区大区中部和曼恩-卢瓦尔省西部，距离省会昂热大约41公里。与康代接壤的市镇包括：昂格里、瓦隆德莱德尔和瓦勒代德尔欧桑斯。

### 地形
康代位于阿摩里卡丘陵东部腹地，境内以平原和浅丘为主，市镇中心地势较为平坦，东南部略有起伏，全境海拔在32到67米之间。

### 水文
康代位于卢瓦尔河流域范围内，其右岸一级支流埃德尔河自东向西流经境内，另有多条溪流在此交汇。

### 植被
康代属于温带阔叶混交林区，林地多分布于河流附近，市区东北部的美景公园（Parc de Bellevue）是当地主要的城市绿地。
在鲜花城市的评比中，康代被评为2星级鲜花城市。

### 气候
康代在柯本气候分类法中属于温带海洋性气候。

## 行政区划
康代的市镇编号为49054，邮政编号为49440。
在行政管理方面，康代隶属于法国卢瓦尔河地区大区曼恩-卢瓦尔省瑟格雷区；在地方选举方面，康代隶属于蓝色安茹地区瑟格雷县，其市镇范围全境被划入曼恩-卢瓦尔省第七选区；在社会管理方面，康代是蓝色安茹市镇公共社区的组成部分。
康代市镇暂无城市敏感街区及城市政策优先街区。
法国国家统计与经济研究所（简称）在进行数据统计时，将康代市镇单独设为康代城市核心区（Unité urbaine de Candé）及康代城市区（Aire urbaine de Candé）。自2020年起，康代城市区被撤销，康代未被划入任何城市辐射区（Aire d'attraction）。此外，还将康代市镇整体看作一个“块区”（IRIS），以便于统计人口分布情况。

## 交通

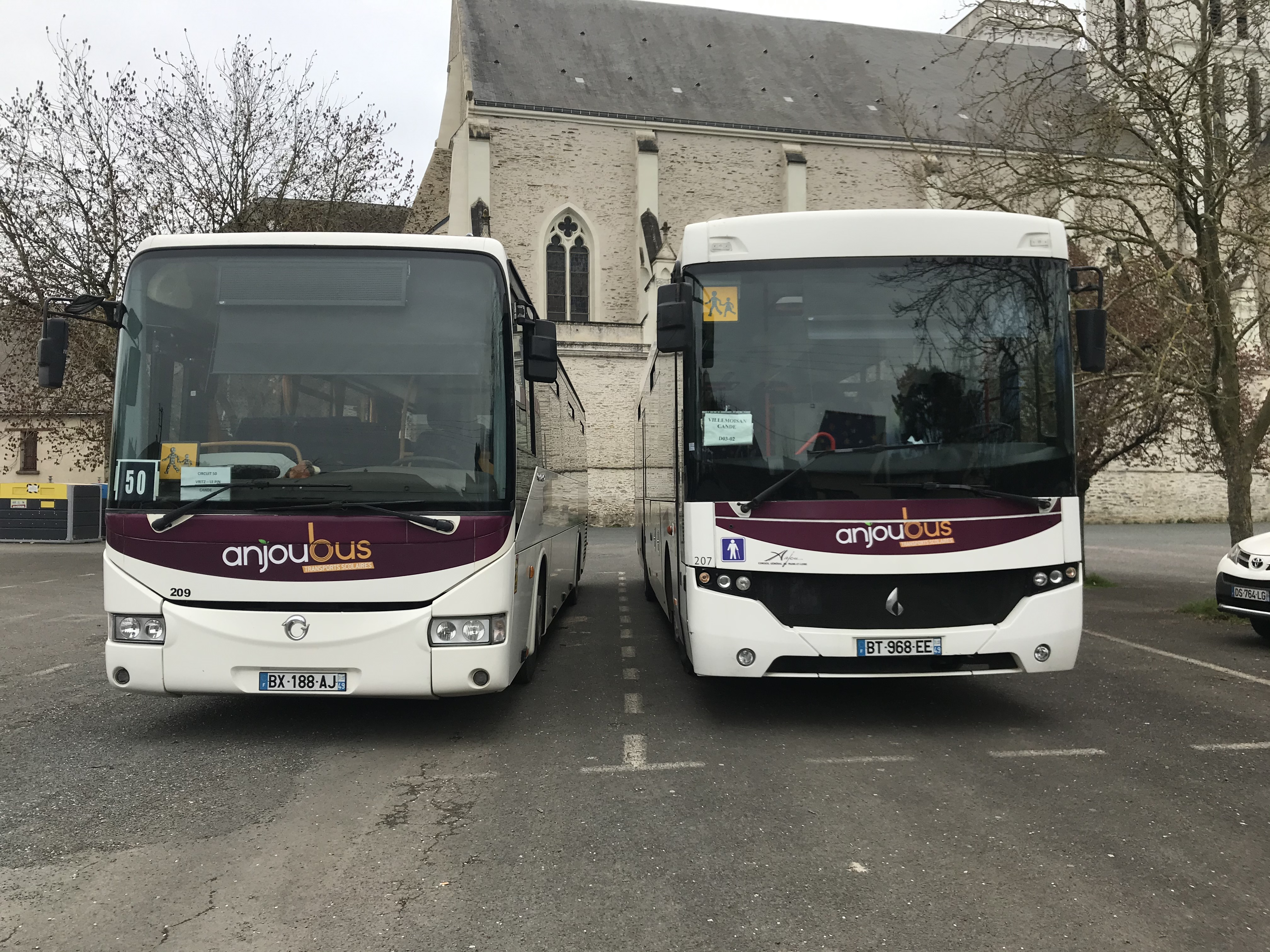
康代街头停放的两辆城际巴士

### 公路
曼恩-卢瓦尔省省道D6线、D19线、D57线、D165线、D770线、D923线和D963线在康代境内交汇。卢瓦尔河地区大区下属的城际客运提供途径康代的城际巴士线路，可前往省会昂热。
2019年，73.7%的康代家庭拥有至少一辆私人汽车。2018年，康代境内共发生各类交通事故1起，造成1人受伤。
| 18 | 31 |

| 20 | 22 |

| 昂热 | 42 |

| 勒利翁当热 | 27 |

| 沙托布里扬 | 33 |

| 圣于连德武旺特 | 19 |

| 昂斯尼 | 27 |

| 卢瓦罗克桑斯 | 20 |

### 铁路
康代位于瑟格雷－南特铁路上，该铁路已于1939年停止客运服务，并于1989年彻底关闭。
距离康代最近的运营中的客运铁路车站为21公里外的瓦拉德-旧圣弗洛朗站，该站停靠往返于昂热和南特一线的区域列车。

### 航空
距离康代最近的民用航空站为南特机场，距离康代市中心的公路里程约75公里。

### 城市公共交通
截至2023年1月，康代暂无城市公共交通系统。

## 政治

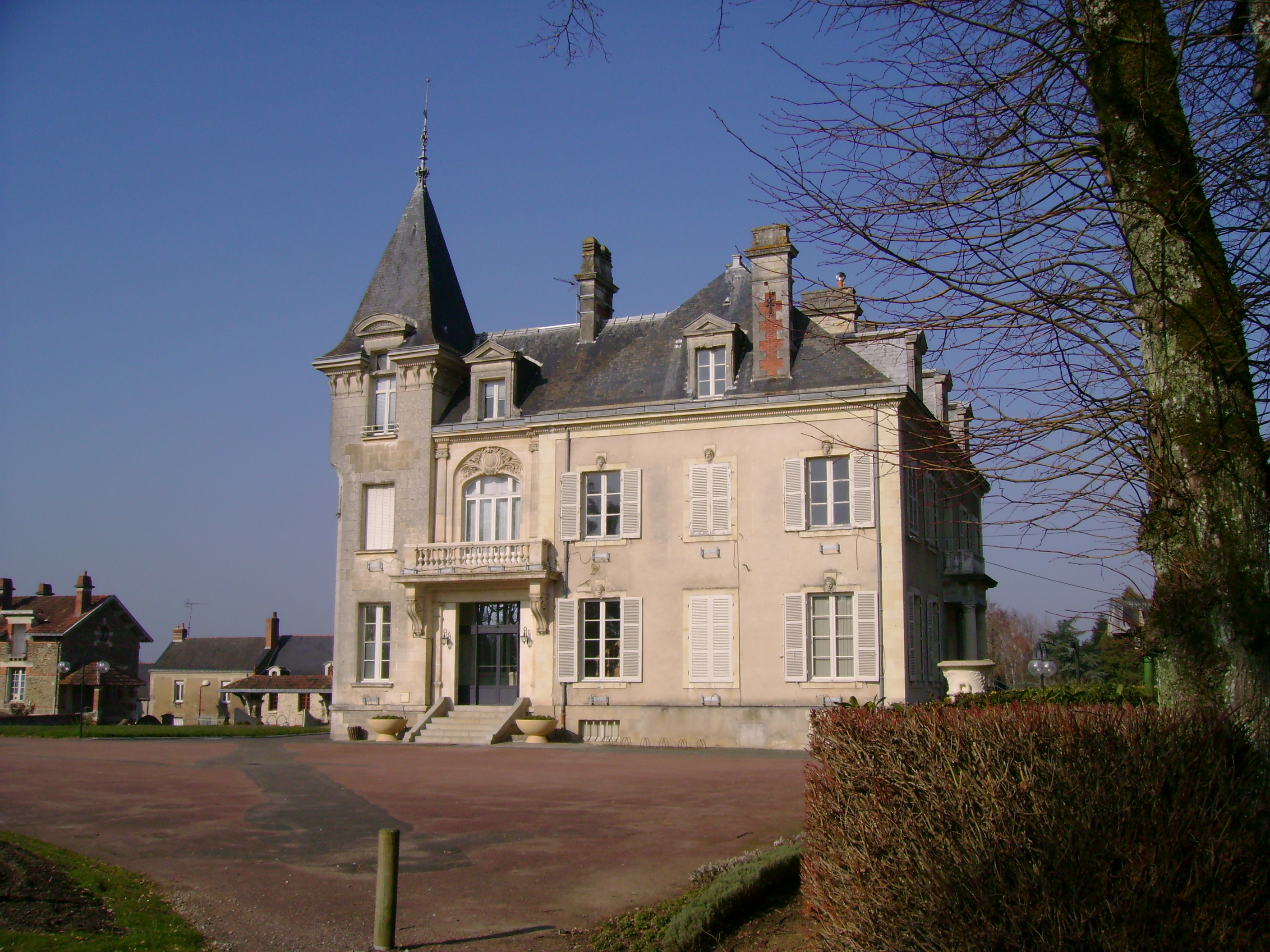
康代市政厅

康代的现任市长为帕斯卡尔·克罗苏阿尔先生（Pascal CROSSOUARD），他是一名右翼无党派人士，在2020年的市政选举中获得了100.00%的支持率。
在2022年的法国总统大选中，法国第25任总统埃马纽埃尔·马克龙在康代获得了63.83%的支持率。

## 人口
2020年，康代市镇人口数量为2,821，在法国排名第3,951位。其中男性1,318人，女性1,506人，75岁及以上人口占14.2%，外籍人口数量为49人，人口密度为575人/平方公里，当地居民被称为（男性）或（女性）。2020年，康代境内出生21人，死亡人口58人。
| 康代1901年－2020年人口变化情况 |
|                                |
| 数据来源：Cassini、INSEE       |

## 经济

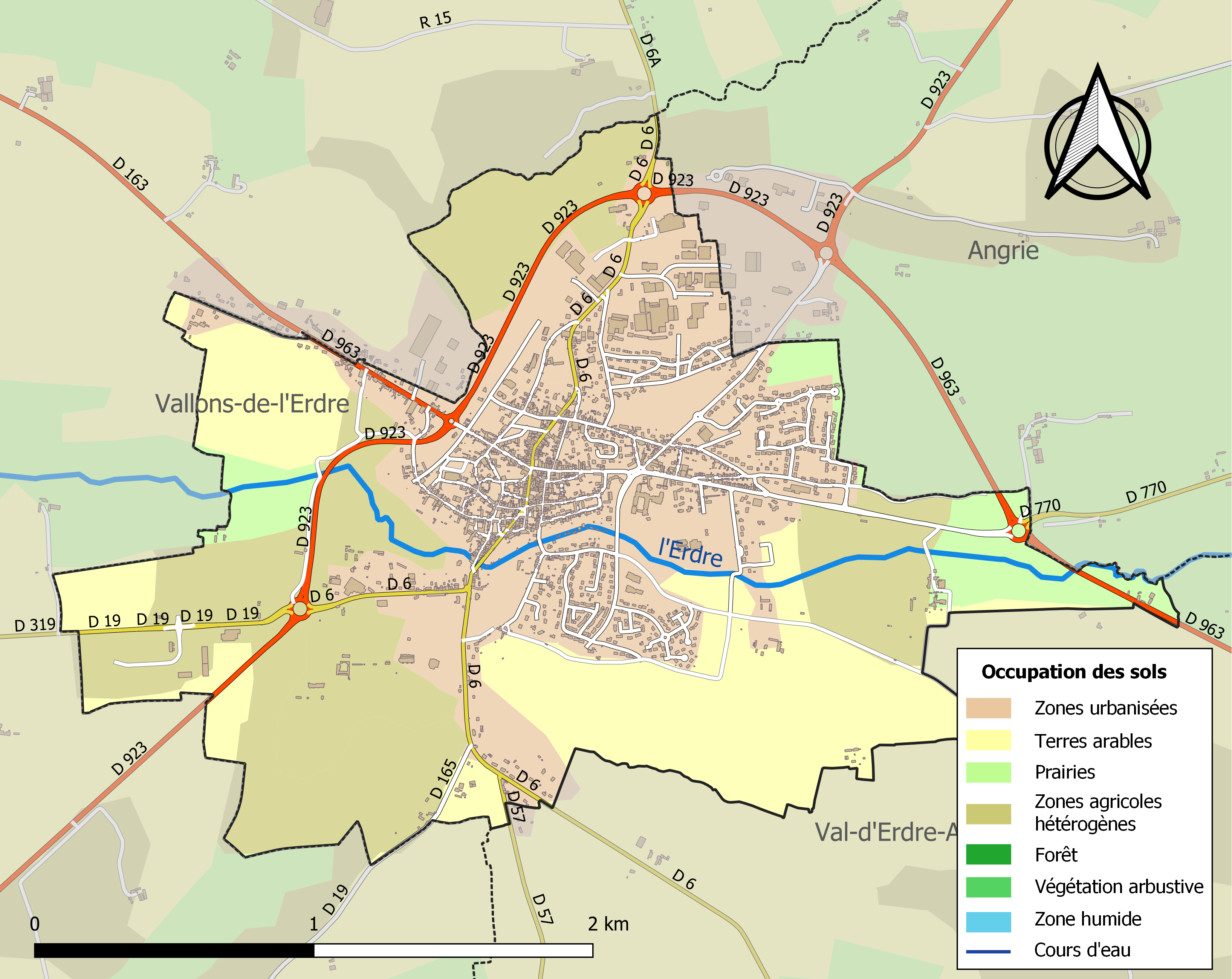
康代土地利用情况地图

康代是一个区域性的中心城市。截止2023年1月，康代市镇范围内共有各类用人单位（包含自雇）362家，平均历史为19年，其中98.91%为中小型企业（PME），2022年11月至2023年1月间，当地的经济活力指数为1.38%。（农产品加工）、（零售）及（五金）是当地2021年营业额最高的三个企业，分别为32,658,672欧元、19,409,997欧元和12,891,565欧元。

## 财政与居民收入
2021年，康代的财政收入总额为3,104,880欧元，财政支出总额为2,517,710欧元，当年的债务总额为4,729,830欧元。2021年，康代市镇通过增值税获得226,730欧元的收入，此外当地还共获得了164,420欧元的国家直接财政补助。
2020年，康代的人均月收入总额为2,004欧元，其中高级职员为4,093欧元，低于法国平均水平（4,230欧元）；中级职员为2,194欧元，低于法国平均水平（2,411欧元）；普通职员为1,647欧元，亦低于法国平均水平（1,740欧元）。
2019年，康代境内的青壮年（15至64岁）失业率为15.4%；当地40.3%的家庭拥有纳税资格，平均纳税1,500欧元，低于法国平均水平（3,910欧元）。

## 社会事务

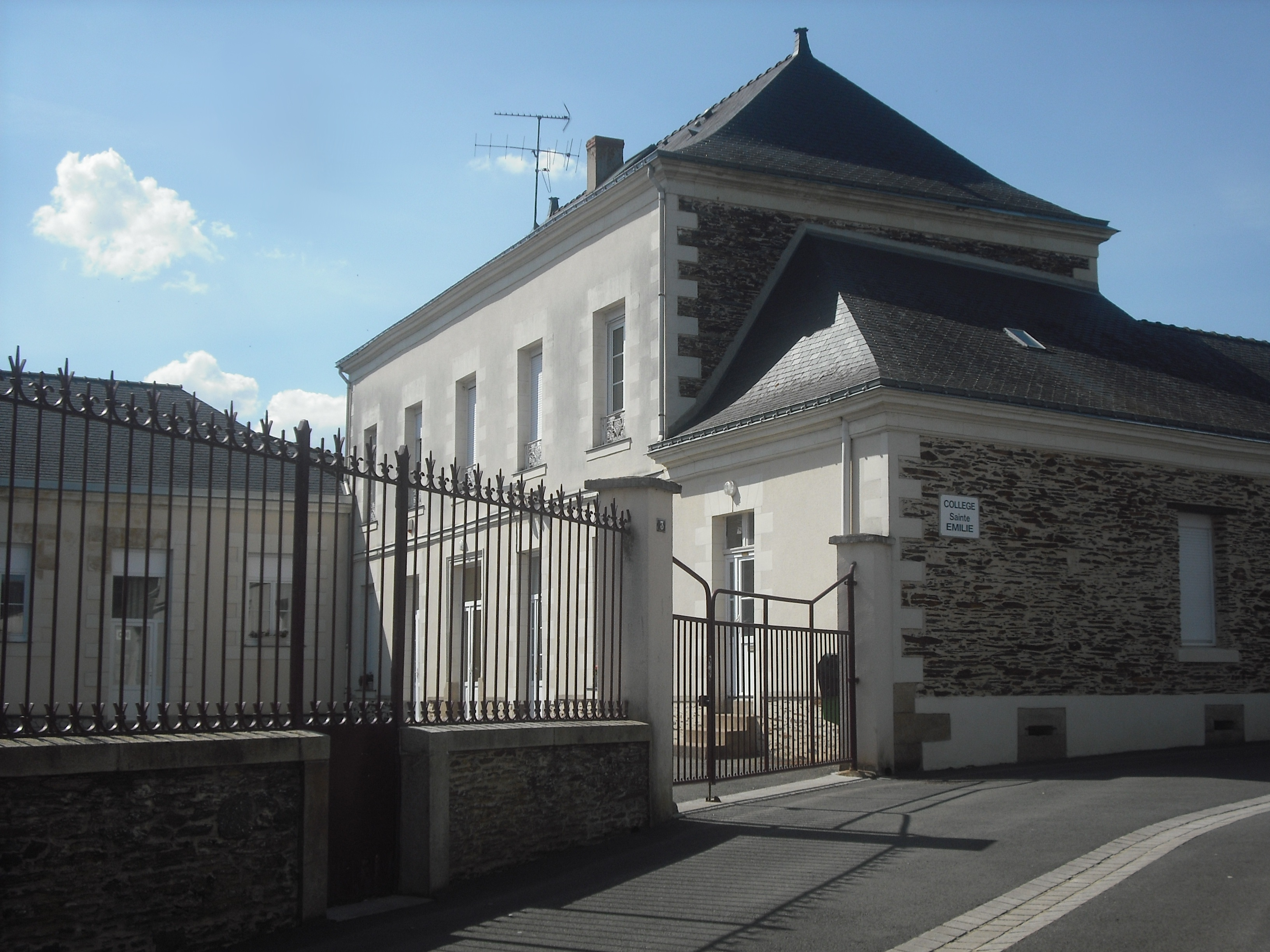
康代初级中学

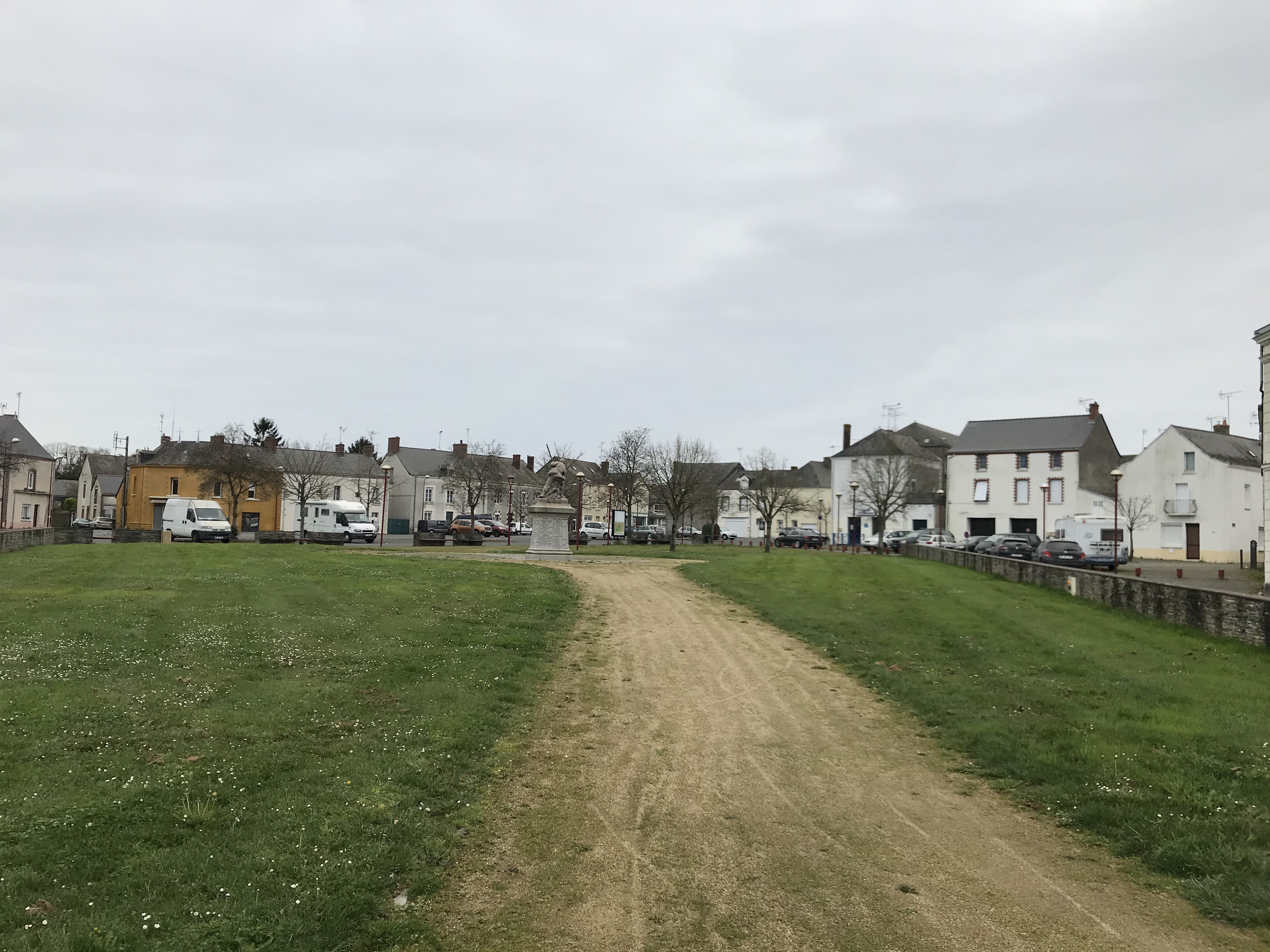
康代圣尼古拉广场

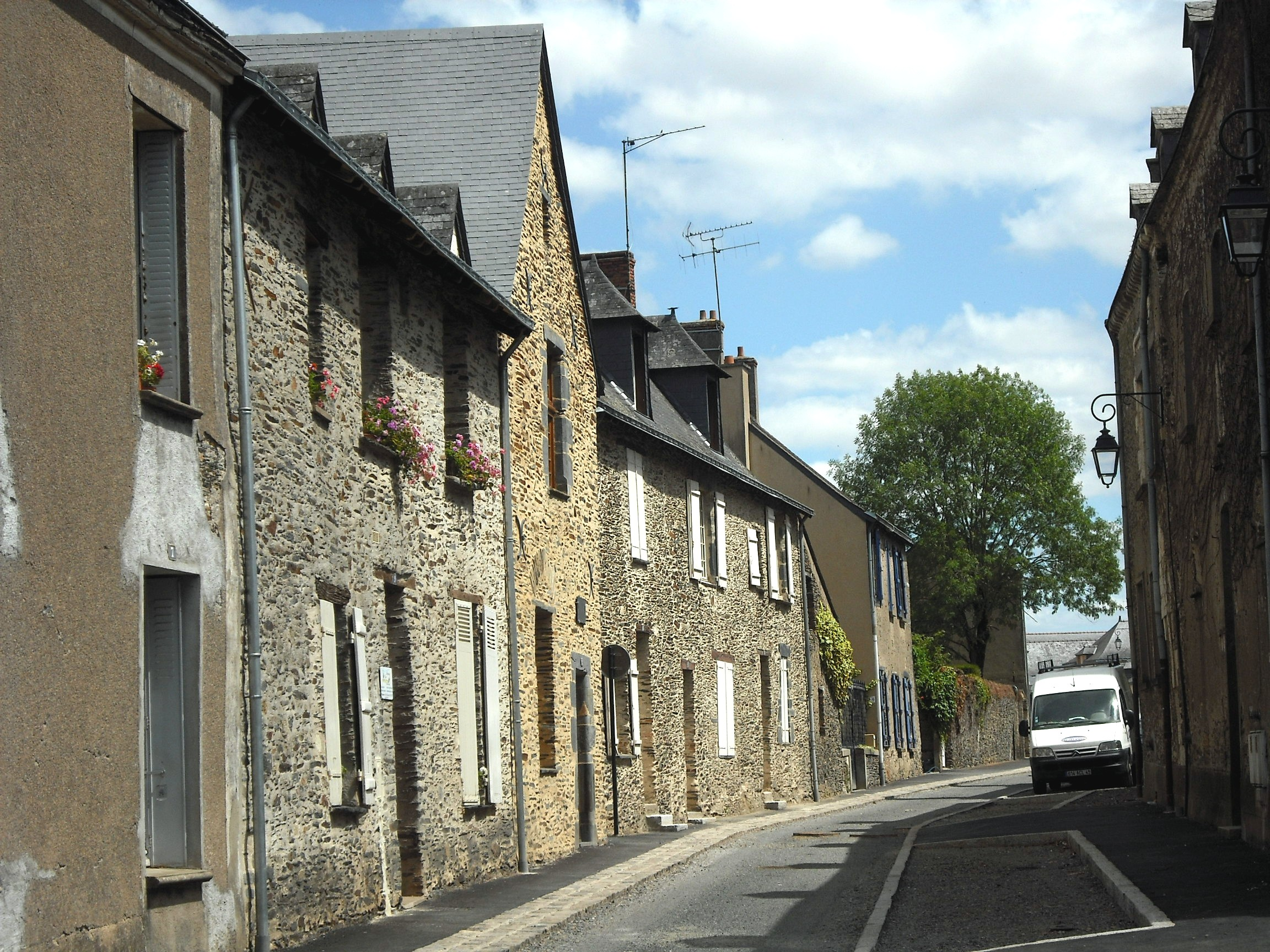
康代镇中心的维克多·拉萨勒街

### 教育
康代属于南特学区。截止2021年1月1日，康代境内共有1所幼儿园、2所小学和1所初级中学。2018至2019学年度，康代境内共有在校中等教育阶段学生388名。

### 医疗
截止2021年1月1日，康代境内共有全科医生4名、保健师5名、牙医3名和护士5名。境内共有药房2家。
康代是埃德尔-卢瓦尔中心医院（Centre hospitalier Erdre et Loire）的服务范围，后者是法国的一个区域性医疗机构，其下属的康代病区位于康代市区，设有床位18个，是当地规模最大的公立综合性医院。

### 住房
2019年，康代境内共有各类住房1,400套，其中85.8%为独立式居民区，14.1%为集中式居民区。常住房屋占康代市镇范围内居民建筑总量的87.1%。
在住房保障政策方面，2021年，康代境内共有258户家庭获得了住房经济补助，受益人数占总人口数量的9.1%，其中238份为房租补助。

### 商业
2021年，康代境内共有各类实体商铺58家，其中餐厅3家、大型超市1家、杂货店1家、面包房2家、肉铺1家、书店1家、银行门店4家、美容美发店5家、汽车维修店4家。市区北部建有Super U超市。

### 体育
2021年，康代境内共有1家游泳池、1间体育馆、1座综合体育场、3处网球场、3处足球或橄榄球场以及2处篮球或排球场。
截至2023年1月，康代-沙兰-卢瓦雷奥林匹克体育会（Stade Olympique Candé Challain Loiré，编号582726）是康代境内唯一的一家注册足球俱乐部，其主队2022至2023赛季参加曼恩-卢瓦尔省足球联赛丙组（法国第十一级别），其主场为罗歇·卢瓦松体育中心（Complexe sportif Roger Loison）。

### 环境
康代的环境事务由其所属的蓝色安茹市镇公共社区联合各级政府协调负责。2021年，康代境内暂无污染企业。

### 治安
2021年，康代市镇范围内有1处宪兵队。
康代及其附近的共34个市镇是蓝色安茹地区瑟格雷国家宪兵队（zone gendarmerie de Segré-en-Anjou-Bleu）的管辖范围。2020年，该宪兵队累计记录各类案件2,517起，其中盗窃类案件1,252起，经济类案件426起，毒品交易类案件71起。

## 文化
2021年，康代境内有1家电影院。康代建有市政图书馆，每周一、三、六向公众开放。

### 建筑
康代境内有多处历史建筑，其中索莱城堡及索莱磨坊等为法国国家文物保护单位。

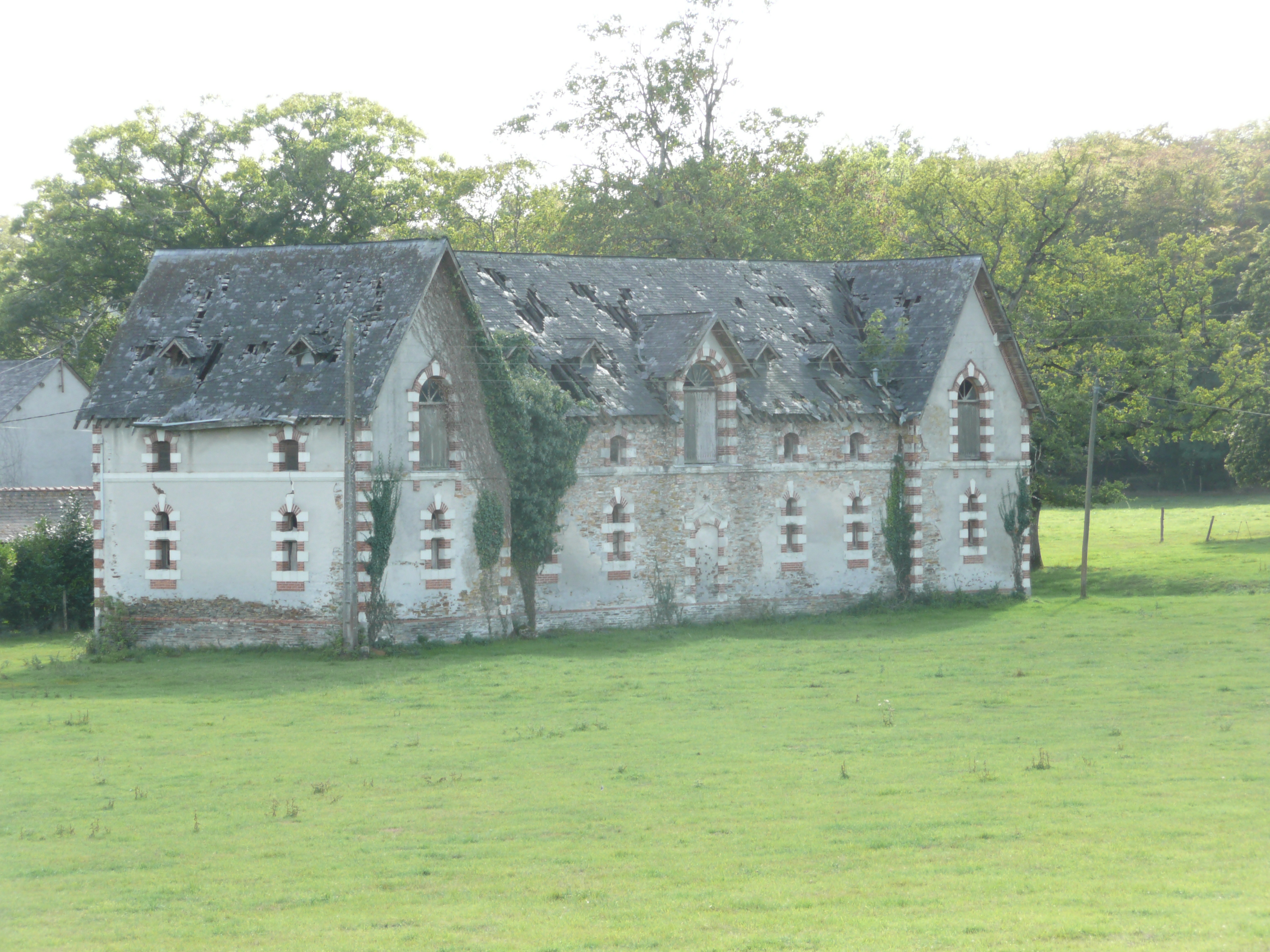
索莱城堡（法语：Château de La Saulaie）
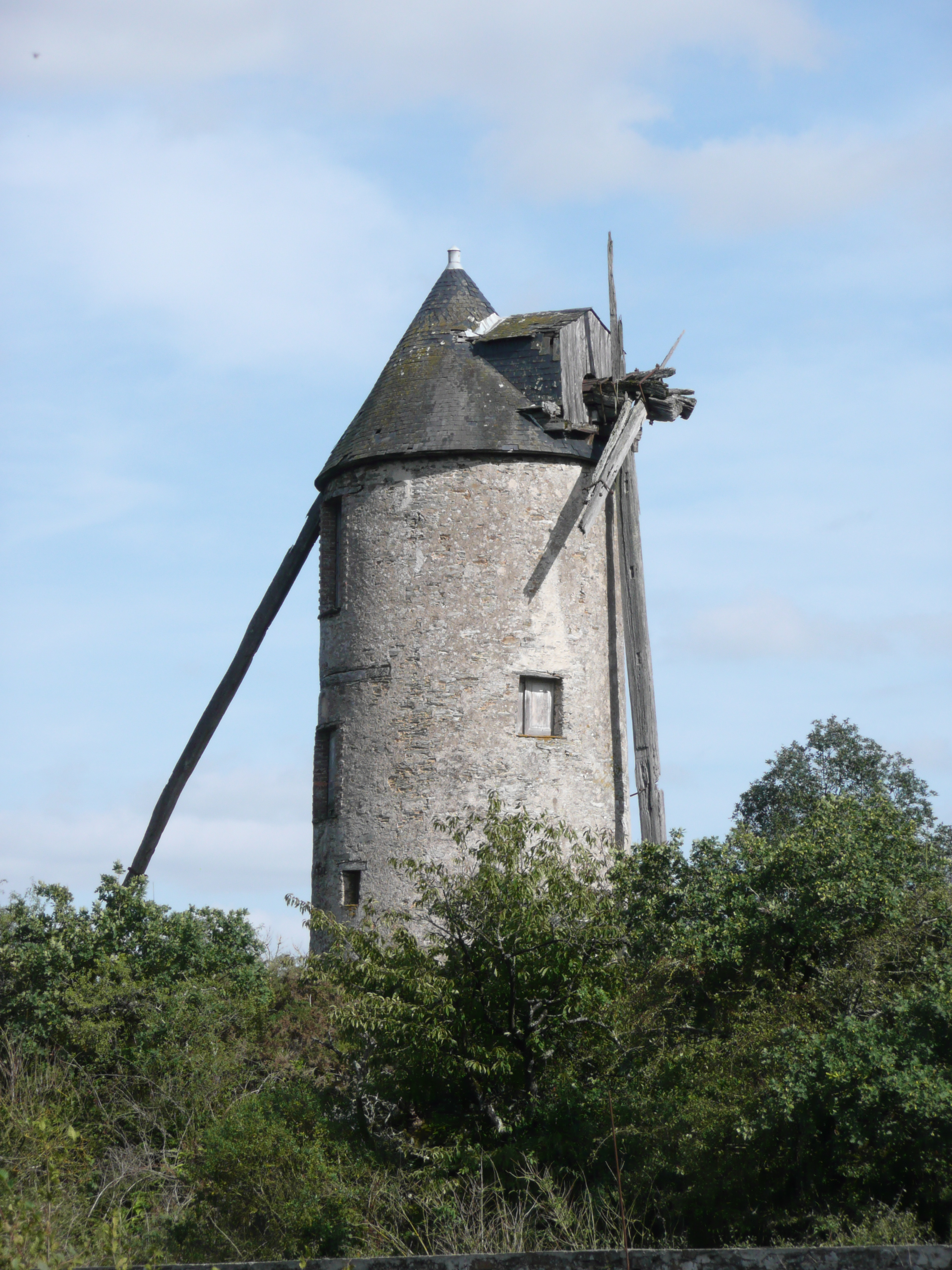
索莱磨坊（法语：Moulin de la Saulaie）
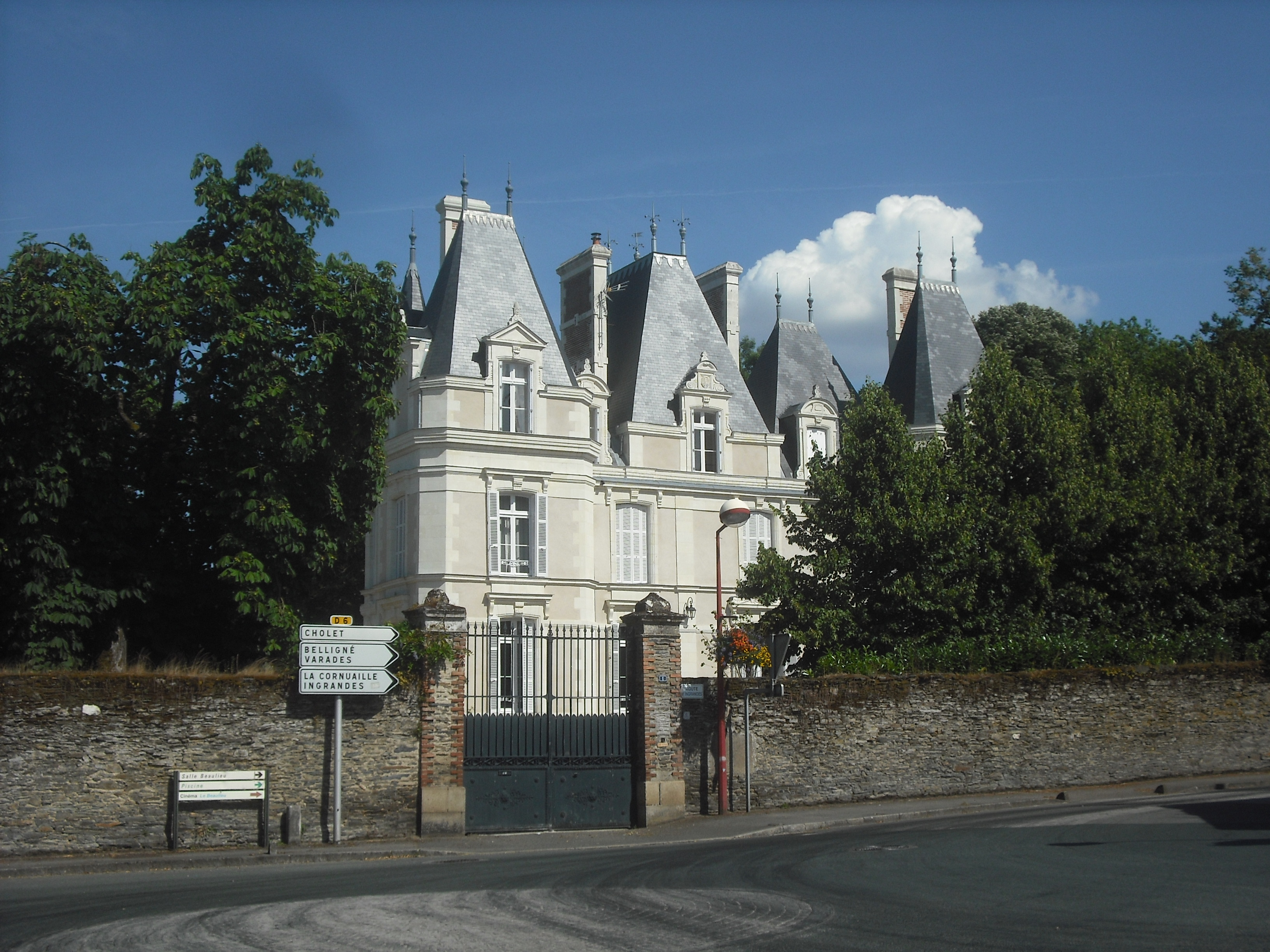
博略城堡
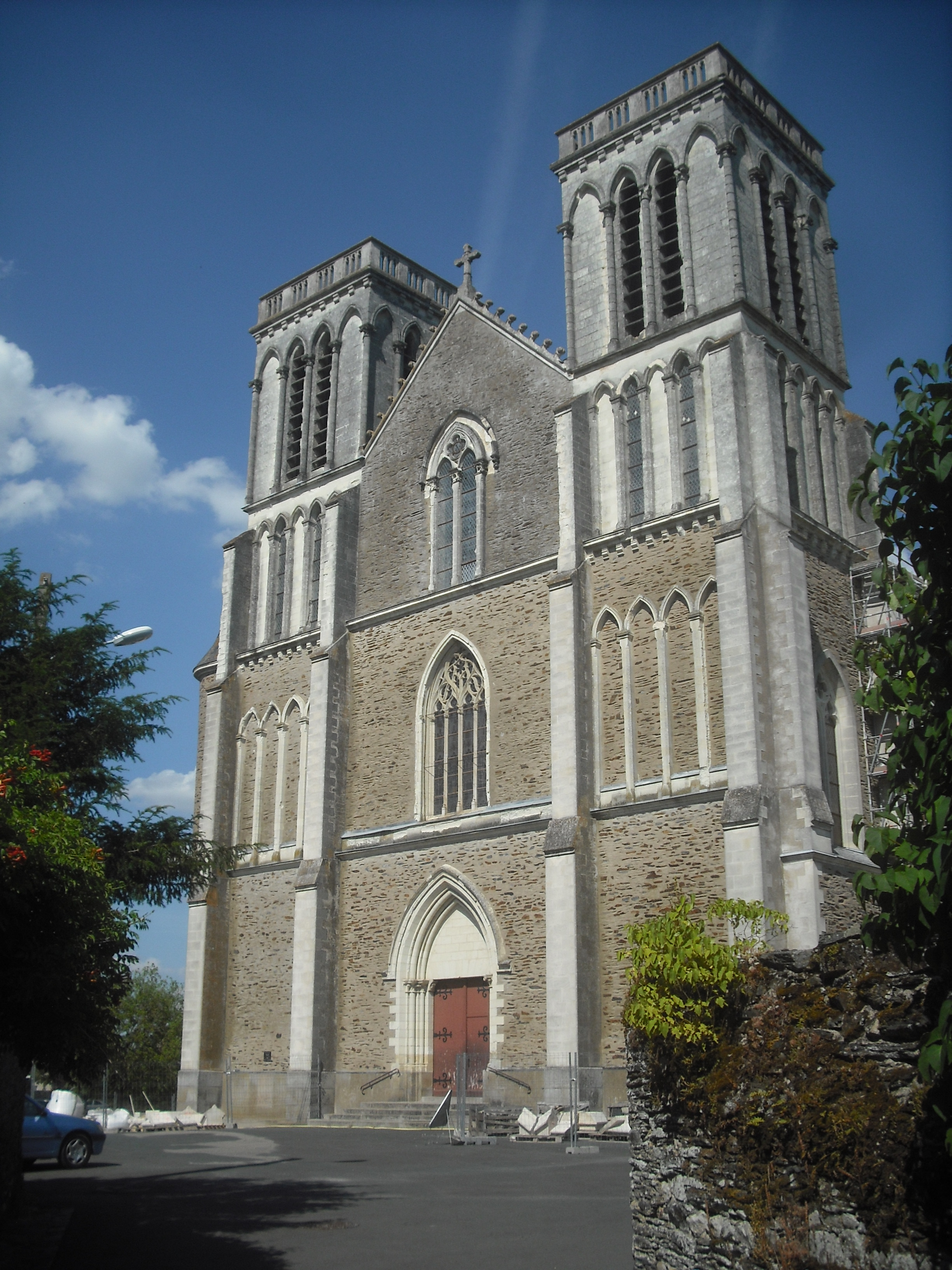
圣但尼教堂
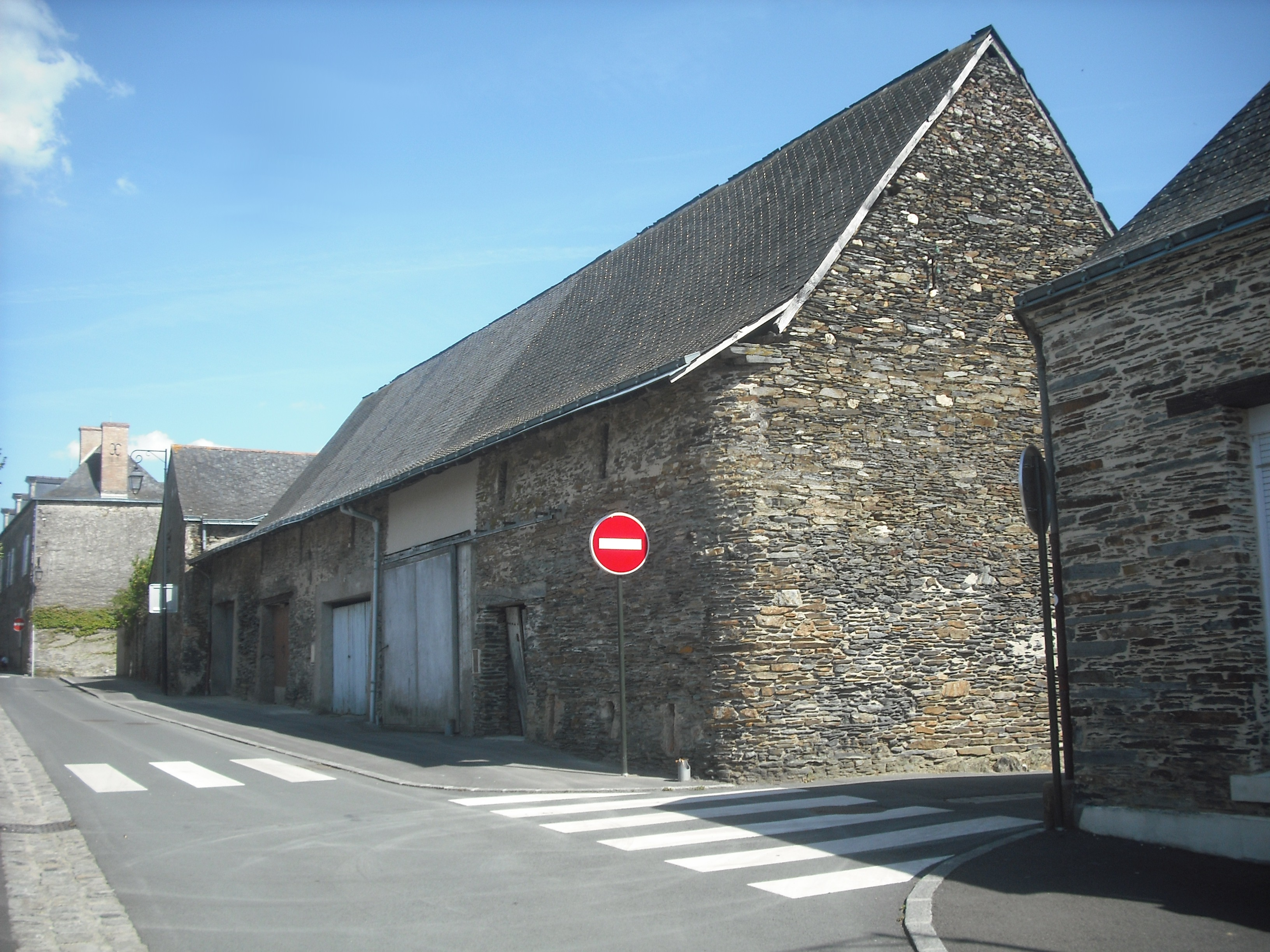
盐场旧址
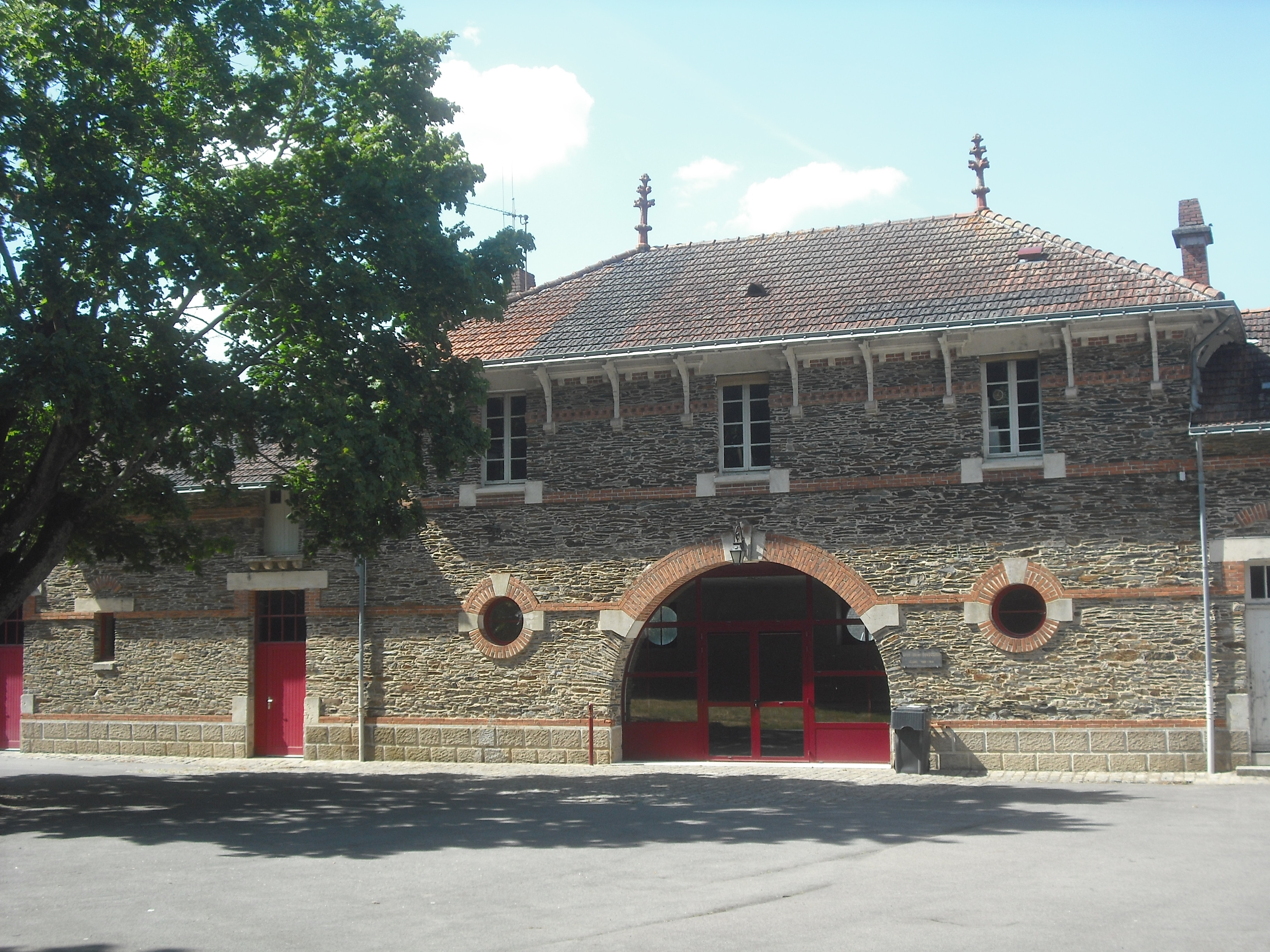
勒布谢大堂
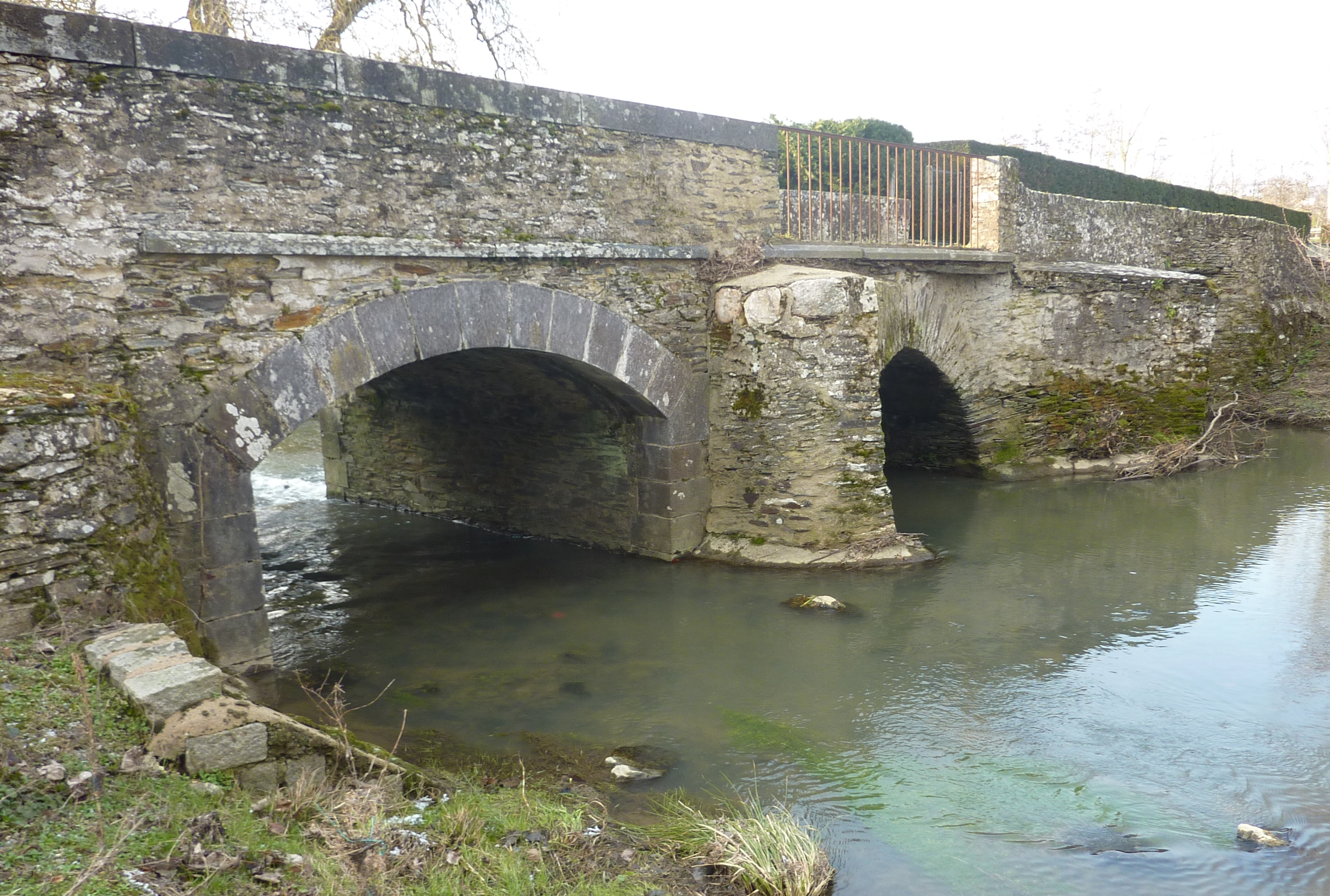
拱桥
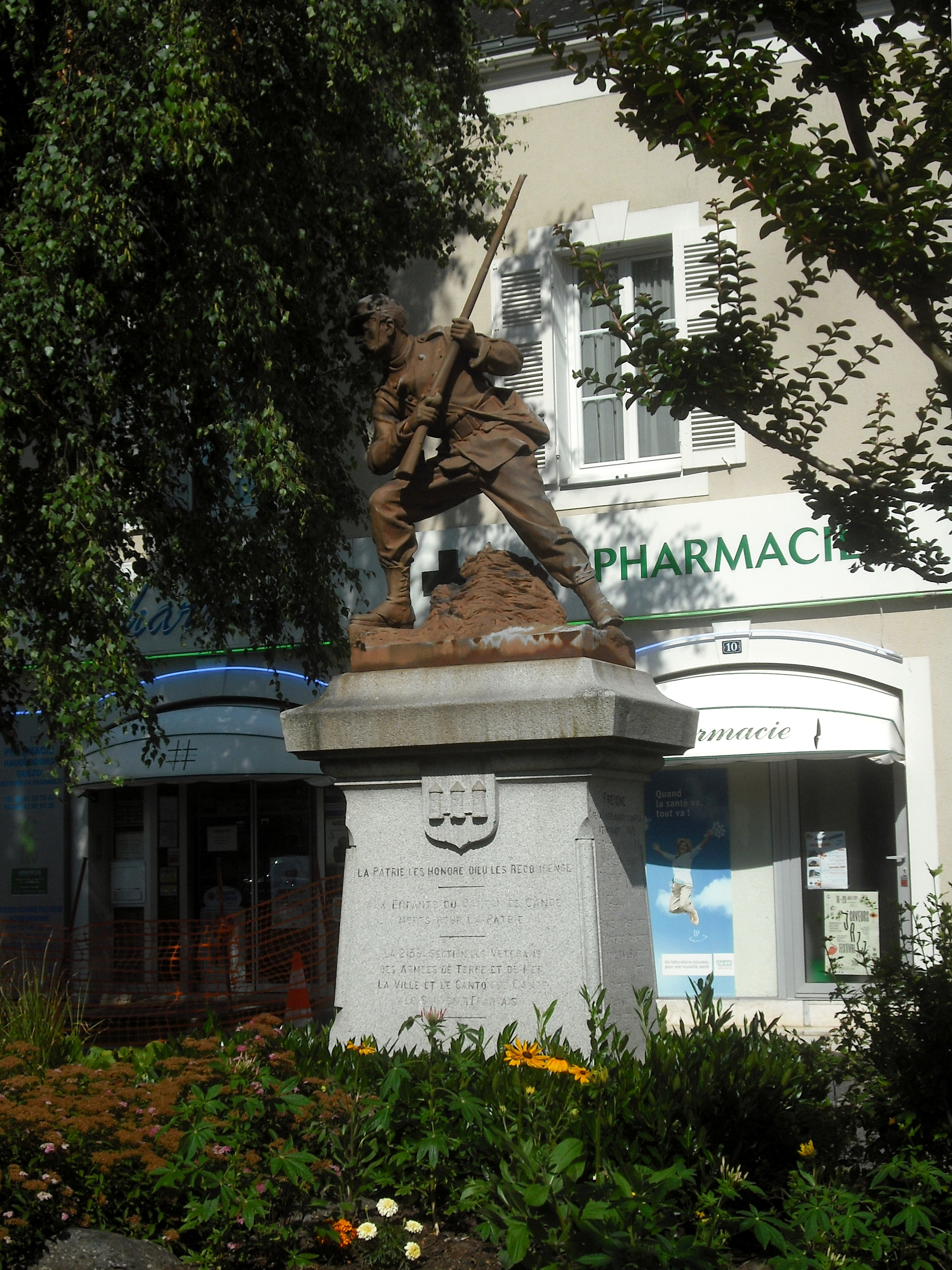
烈士纪念碑

### 旅游
康代的旅游事务由其所属的蓝色安茹市镇公共社区负责。2022年，康代境内共有1家酒店共计6间房间。

### 媒体
法国主要的媒体均可在康代接收，法国电视三台下属的卢瓦尔河地区大区频道在部分时段播出康代所在曼恩-卢瓦尔省的地方新闻。昂热电视台、云雀广播、Vibration广播、《西部邮报》是当地主要的地方性媒体。

## 友好城市
截至2023年1月，康代暂未建立任何友好城市关系。